# ليه والاس
ليه والاس (بالإنجليزية: Les Wallace)‏ هو لاعب كرة قدم أسترالية أسترالي، ولد في 22 مايو 1894 في ترارالغون في أستراليا، وتوفي في 26 ديسمبر 1970 في Warragul ‏ في أستراليا.

## وصلات خارجية
- ليه والاس على موقع AustralianFootball.com (الإنجليزية)
- ليه والاس على موقع AFLtables.com (الإنجليزية)